# Associazione Sportiva Montecatini 1980-1981
Questa voce raccoglie le informazioni riguardanti l'Associazione Sportiva Montecatini nelle competizioni ufficiali della stagione 1980-1981.

## Rosa
| N. |                   | Ruolo | Calciatore               |
| -- | ----------------- | ----- | ------------------------ |
|    | Italia (bandiera) | A     | Massimo Acquaroli        |
|    | Italia (bandiera) | P     | Roberto Aliboni          |
|    | Italia (bandiera) | A     | William Barducci         |
|    | Italia (bandiera) | D     | Francesco Da San Martino |
|    | Italia (bandiera) | A     | Francesco D'Urso         |
|    | Italia (bandiera) | C     | Giancarlo Favarin        |
|    | Italia (bandiera) | P     | Francesco Gentiluomo     |
|    | Italia (bandiera) | C     | Piero Giannoni           |
|    | Italia (bandiera) | D     | Stefano Giliberti        |
|    | Italia (bandiera) | D     | Claudio Iozzelli         |
|    | Italia (bandiera) | A     | Dino Lugheri             |
|    | Italia (bandiera) | C     | Massimo Lupi             |
|    | Italia (bandiera) |       | Magrini                  |

| N. |                   | Ruolo | Calciatore          |
| -- | ----------------- | ----- | ------------------- |
|    | Italia (bandiera) | D     | Mario Masiello      |
|    | Italia (bandiera) | D     | Massimo Morgia      |
|    | Italia (bandiera) | C     | Alessandro Paesano  |
|    | Italia (bandiera) | C     | Andrea Pinelli      |
|    | Italia (bandiera) | D     | Pietro Ramagini     |
|    | Italia (bandiera) |       | Rispoli             |
|    | Italia (bandiera) | A     | Sandro Sarti        |
|    | Italia (bandiera) | D     | Mario Serratore     |
|    | Italia (bandiera) | C     | Mario Tintorini     |
|    | Italia (bandiera) | A     | Roberto Tosetti     |
|    | Italia (bandiera) | D     | Roberto Versiglioni |
|    | Italia (bandiera) | C     | Francesco Vettori   |
|    | Italia (bandiera) | c     | Giancarlo Zanutto   |